# Ивановский государственный историко-краеведческий музей имени Д. Г. Бурылина
Ивановский государственный историко-краеведческий музей имени Д. Г. Бурылина — музей в городе Иваново, один из старейших музеев региона. В коллекциях музея находятся книги, оружие, произведения живописи и скульптуры, монеты, ордена и медали, предметы культуры и быта, археологические находки и многое другое; экспозиции охватывают период с античных времён до современности. Музей известен своими богатыми и разнообразными собраниями, основу которых составила коллекция, собранная иваново-вознесенским фабрикантом и меценатом Д. Г. Бурылиным.

## История

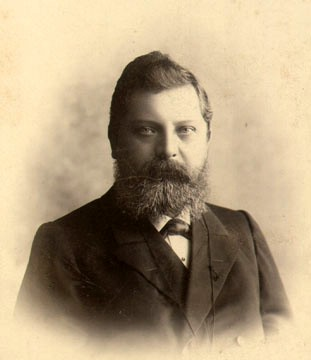
Дмитрий Бурылин — основатель музея

Музей был основан на базе коллекций семьи иваново-вознесенских фабрикантов и меценатов Бурылиных. Начало собранию старинных книг и монет положил Диодор Бурылин, продолжил его внук Дмитрий Бурылин, ставший основателем музея. К концу XIX — началу XX веков, когда формировались коллекции и создавался музей, идеи народного просвещения получили широкое распространение в Европе и России.  Дмитрий Геннадьевич Бурылин, разделявший эти идеи, стремился сделать мир культуры доступным для жителей родного города, собрав разностороннюю коллекцию, включавшую предметы этнографии, произведения живописи, экспонаты античности и современности. Музей промышленности и искусства в Иваново-Вознесенске, открытый в начале XX века, сразу занял достойное место среди провинциальных музеев России. Его основателем стал фабрикант, коллекционер, меценат и просветитель Д. Г. Бурылин. Он стремился приблизить богатство мировой культуры к русской провинции.
В основе собрания «древностей и редкостей» Д. Г. Бурылина лежала коллекция старопечатных книг и старинных монет, собранная его дедом, Диодором Андреевичем Бурылиным. Диодор Бурылин ценил свои коллекции, называя их «сокровищами» и хранил в особой комнате, доступной лишь близким. Внук Дмитрий проявлял интерес к этим собраниям, слушая рассказы деда. В 1864 году, после смерти Диодора Андреевича, бабушка Евдокия Михайловна, заметив увлечение внука, передала ему дедовские редкости.
Увлёкшись коллекционированием, Дмитрий Геннадьевич значительно пополнил собрание деда. К 1885 году его нумизматическая коллекция насчитывала около 100 тысяч монет, орденов и медалей XVI–XIX веков из 236 государств и городов. В цокольном этаже дома Бурылиных хранилось множество книг, старинных и редких вещей. В этот период Д. Г. Бурылин осознал, что его собрание выходит за рамки частной коллекции, и решил сделать «древности и редкости» доступными широкой публике.
Коллекция Д. Г. Бурылина получила известность в России ещё до открытия музея в 1914 году. Он представлял свои собрания на выставках в Иваново-Вознесенске, других городах Российской империи и за рубежом. Первые выставки состоялись в Москве в 1887–1888 годах в Императорском Российском историческом музее и Антропологическом музее Московского университета. Позднее Д. Г. Бурылин участвовал в Среднеазиатской выставке в Москве (1891), Всемирной Колумбовой выставке в Чикаго (1893), посвящённой 400-летию открытия Америки, и Всероссийской выставке в Нижнем Новгороде (1896), где представил образцы ивановских набивных тканей, которые привлекли внимание императора Николая II.
В Иваново-Вознесенске выставки коллекций Д. Г. Бурылина проводились несколько раз, наиболее крупные из них состоялись в 1903, 1905, 1908 и 1912 годах.  Например, «Выставка древностей и редкостей из собрания Д. Г. Бурылина» 1903 года в здании Иваново-Вознесенской женской профессиональной школы демонстрировала коллекции от античности до предметов быта разных народов, включая масонские знаки и книги, а также коллекцию образцов ситцев XVIII века.  К началу этой выставки Д. Г. Бурылин был награждён 3 золотыми медалями различных выставок. Выставки часто носили благотворительный характер, средства от продажи билетов направлялись на поддержку Иваново-Вознесенской женской профшколы и Шуйского детского приюта, а также семьям солдат, пострадавших в русско-японской войне 1904—1905 годов .  В 1908 году Д. Г. Бурылин предоставил свою коллекцию оружия для выставки, посвящённой десятилетию местного общества охоты. Весной 1912 года средства от выставки были направлены на борьбу с чахоткой — профессиональной болезнью текстильщиков.
В 1912 году исполнилось сто лет промышленной и общественной деятельности рода Бурылиных, и Дмитрий Геннадьевич принял решение основать в родном городе музей. Городская дума выделила участок земли, принадлежавший Бурылиным, под строительство здания музея. 25 августа 1912 года состоялась закладка здания, спроектированного архитектором П. А. Трубниковым. Строительство велось в сложных финансовых условиях, однако уже в октябре 1914 года музей начал принимать организованных посетителей. Официальное торжественное открытие Музея промышленности и искусства состоялось 26 декабря 1914 года. Часть помещений Д. Г. Бурылин сдал в аренду Иваново-Вознесенской школе рисования.  Д. Г. Бурылин планировал, что музей станет центром научной работы, и учёные приезжали изучать экспонаты. Подземный переход соединял музей с родовым домом Бурылина, символизируя путь от частной коллекции к общественному музею и жизненный путь основателя.
После революции 1917 года, в 1919 году, музей был национализирован и получил статус краеведческого.  Коллекции Д. Г. Бурылина частично были изъяты или скрыты от экспозиции.  В советское время имя основателя музея долгое время не упоминалось. Лишь в 1993 году Ивановское государственное объединение историко-краеведческих музеев получило имя Д. Г. Бурылина, а в 2003 году была разработана новая экспозиционная концепция, позволившая вновь представить ценные коллекции Бурылина, включая Библиотеку Д. Г. Бурылина. К 100-летию музея в 2014 году Ивановский государственный историко-краеведческий музей имени Д. Г. Бурылина отметил вековой юбилей.
В 1920-е — 1950-е годы значительная часть коллекции музея была утрачена в результате передачи в другие музеи, учреждения и организации, конфискаций и уничтожения, что стало «драматической страницей в истории музея».  В 1918 году 25 стульев фирмы «Тонет» были переданы отделу юстиции, в 1924 году зоологическая коллекция из 205 предметов — школе № 3, в 1926 году 39 набивных досок — Юрьев-Польскому музею.  Процесс передачи коллекций в Госфонд и другие центральные музеи получил широкое распространение.  В 1928 году комиссия Госфонда и Московского ювелирного товарищества изъяла для передачи на склад «Рудметаллторга» 8470 грамм серебра, более 1,5 тонн лома железа и чугуна, около 400 кг лома меди и бронзы.  Часть экспонатов передавалась в качестве реквизита в драмтеатр и музкомедию.  В 1930 году около 1500 сургучных и мастичных оттисков были переданы в Эрмитаж, 600 медалей, значков и орденов отправлены на переплавку.  В 1958 году значительная часть художественной коллекции (более 13 тысяч предметов), включая живопись, графику, скульптуру, фарфор, иконы, археологическую коллекцию, была передана в создаваемый Ивановский областной художественный музей.  В 1982 году в Плёсский музей-заповедник было передано более 10 тысяч «непрофильных» предметов, в основном, нумизматическая коллекция и предметы религиозного культа.
Несмотря на значительные утраты, часть коллекции удалось сохранить, и в дальнейшем собрание музея пополнялось за счёт закупок у частных лиц и передачи отдельных экспонатов.  В 1980-е годы в музей вернулась коллекция медных нательных крестиков из ивановской Успенской церкви, связанной с именем Д. Г. Бурылина, в 1990-е — именная наградная медаль Д. Г. Бурылина за участие в Колумбовой выставке 1893 года.

## Экспозиция

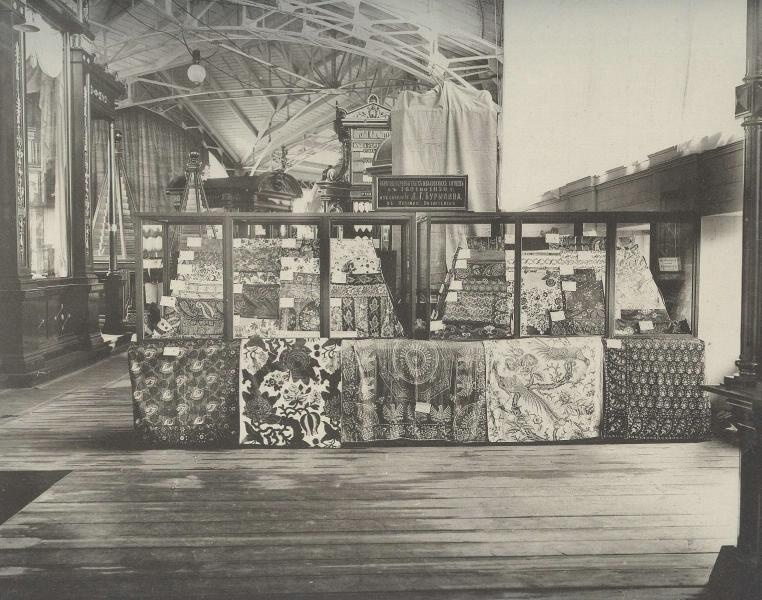
Образцы ивановских ситцев 1691—1850 годов из коллекции Д. Г. Бурылина (Всероссийская выставка в Нижнем Новгороде, 1896 год)

В коллекциях музея находится свыше 780 тысяч предметов хранения, среди которых более 500 тысяч единиц продукции текстильной промышленности и текстильных изделий декоративно-прикладного искусства. Текстильная коллекция является одной из крупнейших в стране.  Также представлены изделия из металла, дерева, керамики, фарфора, стекла, кости, искусственных материалов.
В музее хранятся коллекции документов XVIII—XX веков, филателистическая продукция, нумизматика (в том числе большая коллекция русских монет XVI—XX веков), оружие XVI—XX веков, рукописные книги и древние рукописи на разных носителях (камень, пергамент, береста, пальмовые листья, папирус), печатные книги (среди которых шесть инкунабул), предметы декоративно-прикладного искусства из драгоценных металлов, произведения живописи, графики, скульптуры, медное литьё, лаковая миниатюра Палеха и Холуя, ростовская финифть, кино-, фоно-, фотоматериалы, археологические находки и предметы естественно-исторической тематики. Особую ценность представляют:
- Текстильная коллекция: полмиллиона единиц хранения, включая уникальные образцы мебельных ситцев XVIII века и агитационный текстиль 1920-х—1930-х годов[2].
- Коллекция нумизматики: около 100 тысяч монет и медалей XVI—XIX веков из 236 государств и городов, собранная Д. Г. Бурылиным[2].
- Коллекция редкой книги: «Московский Апостол» (1564) — первая русская датированная печатная книга[2].
- Коллекция живописи: работы русских художников XVIII—XX веков, таких как Шишкин и Айвазовский[2].
- Ковш К. Фаберже: в древнерусском стиле из серебра с аметистами и позолотой, конфискованный в 1922 году[2].
- Халат бухарского эмира: бархатный халат, расшитый 22 тысячами жемчужин и драгоценными камнями, поступивший в музей в 1918 году благодаря М. В. Фрунзе[2].
- Универсальные астрономические часы А. Биллетера (1873 год): показывают время для 37 городов мира, астрономическое и хронологическое время, другие астрономические данные[2].

## Подразделения

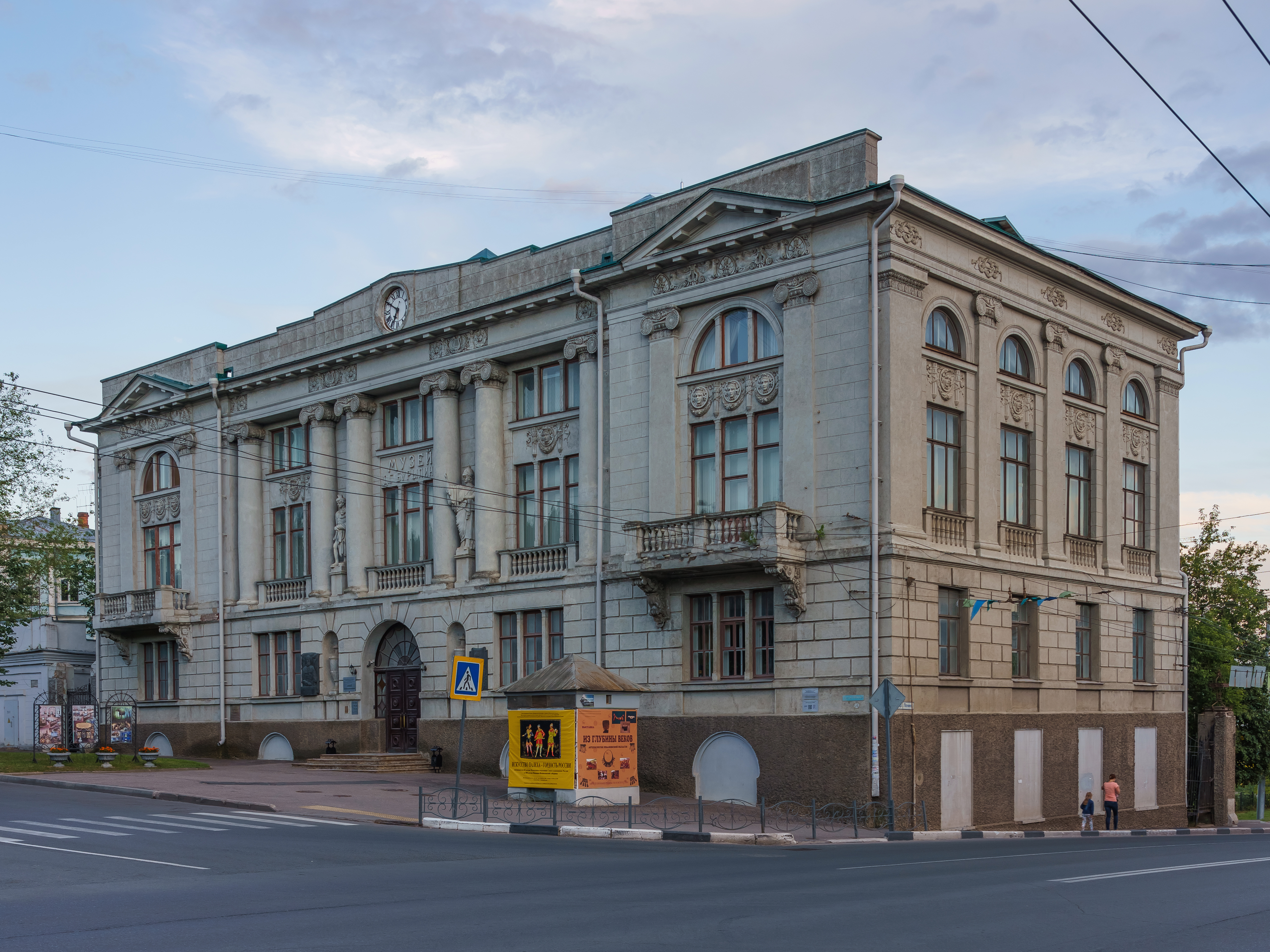
Музей промышленности и искусства

Музейный комплекс включает семь зданий-филиалов:
- Музей промышленности и искусства (ул. Батурина, 6/40) — главное здание музея, представляющее собрание коллекций Д. Г. Бурылина[2].
- Музей ивановского ситца (ул. Батурина, 11/42) — в бывшем родовом доме Д. Г. Бурылина, представляет коллекцию ивановского ситца[2]. Подземный переход соединяет Музей ивановского ситца и Музей промышленности и искусства[2].
- Музей первого Совета (ул. Советская, 27) — посвящён истории первого Совета рабочих депутатов[2].
- Дом-музей семьи Бубновых (ул. III Интернационала, 45/43) — представляет быт и культуру купеческой семьи Бубновых конца XIX — начала XX веков[2].
- Музейно-выставочный центр (ул. Советская, 29)
- Щудровская палатка (ул. 10-го Августа, 36-а) — старейшее гражданское здание Иванова, экспозиция посвящена истории набивного дела[2].
- Музей Д. А. Фурманова (Ивановская область, Фурманов, ул. Большая Фурмановская, 69) — мемориальный музей Д. А. Фурманова[2].

## Уникальные особенности
- Подземный переход: соединяет Музей ивановского ситца и Музей промышленности и искусства, используется как выставочное пространство и символизирует связь времён и коллекций[2].
- Коллекция агитационного ситца: редкая и ценная коллекция, отражает авангардное искусство и идеологию 1920-х—1930-х годов[2].
- Благотворительная деятельность Д. Г. Бурылина: основатель музея направлял доходы от выставок на благотворительные цели, что подчёркивает его просветительскую миссию[2].